# Gmina Oskarshamn
Gmina Oskarshamn (szw. Oskarshamns kommun) – gmina w Szwecji, w regionie Kalmar, siedzibą jej władz jest Oskarshamn.
Pod względem zaludnienia Oskarshamn jest 91. gminą w Szwecji. Zamieszkuje ją 26 300 osób, z czego 50,12% to kobiety (13 182) i 49,88% to mężczyźni (13 118). W gminie zameldowanych jest 734 cudzoziemców. Na każdy kilometr kwadratowy przypada 25,12 mieszkańca. Pod względem wielkości gmina zajmuje 100. miejsce.